# Hymna Jižní Koreje
Hymna Jižní Koreje se nazývá Egukka (애국가, Vlastenecká píseň), stejně se ovšem jmenuje hymna Severní Koreje a rovněž hymna Korejského císařství, přestože jde o rozdílné písně. Hymnou byla tato píseň prohlášena v roce 1948 prezidentským dekretem.
Text pochází z 19. století, ale jeho autor není znám. Údajně byla napsána v roce 1896 k ceremoniálu položení základního kamene Brány nezávislosti v Soulu, jako autoři se uvádí tehdejší národní vůdci An Čchang-ho nebo Yun Chiho. Původně se text, oslavující korejskou přírodu a vybízející k vlastenectví a úsilí o nezávislost, zpíval na melodii skotské písně Auld Lang Syne. Při prohlášení písně hymnou ale byla jako melodie zvolena skladba Korejská fantasie významného skladatele a dirigenta An Ik-tche, která pochází z roku 1935.
Korejská hymna je unikátní v tom, že její melodie byla po dlouhou dobu používání chráněna autorským právem – skladatel An Ik-tche zemřel v roce 1965 a autorská práva na hymnu by proto měla vypršet nejdříve v roce 2015. Tento fakt vedl k právním sporům – v roce 2003 byly dva fotbalové týmy zažalovány, protože veřejně zpívaly národní hymnu bez povolení vlastníků copyrightu. Dědicové autorských práv předali autorská práva na hymnu státu až v roce 2005.

## Text
| Část         | Text                                                                | Česká transkripce                                                                    | Český překlad |
| ------------ | ------------------------------------------------------------------- | ------------------------------------------------------------------------------------ | --- |
| první sloka  | 동해 물과 백두산이 마르고 닳도록 하느님이 보우하사 우리나라 만세.   | Tonghe mulgwa Pektusani marugo taldorok Hanunimi pouhasa uri nara manse.             | Dokud vody Japonského moře nevyschnou a Pektusan se nerozdrolí, nechť Bůh navěky uchovává naši zem!              |
| refrén       | 무궁화 삼천리 화려강산 대한 사람, 대한으로 길이 보전하세.           | Mugunghwa samčcholli hwarjogangsan tehan saram, tehanuro kiri podžonhase             | Ibišky, tři tisíce li nádherné krajiny (dosl. „řek a hor“); Lidé Veliké Koreje, o Velikou Koreu navždy usilujte! |
| druhá sloka  | 남산 위에 저 소나무 철갑을 두른 듯 바람서리 불변함은 우리 기상일세. | Namsan wie čo sonamu čcholgabul durun dut Paramsori pulbjonhamun uri kisangilse      | Jako ta sosna na Namsanu (jakoby) v brnění v mrazu a vichru, tak vytrvalý ať je náš duch.                        |
| refrén       | 무궁화 삼천리 화려강산 대한 사람, 대한으로 길이 보전하세.           | Mugunghwa samčcholli hwarjogangsan tehan saram, tehanuro kiri podžonhase             | Ibišky, tři tisíce li nádherné krajiny (dosl. „řek a hor“); Lidé Veliké Koreje, o Velikou Koreu navždy usilujte! |
| třetí sloka  | 가을 하늘 공활한데 높고 구름 없이 밝은 달은 우리 가슴 일편단심일세. | Kaul hanul konghwalhande nopko kurum obši Palgun tarun uri kasum ilpchjon tanšimilse | Podzimní nebe je prázdné a široké, vysoké a bez mráčku, jasná luna je upřímná jako naše srdce.                   |
| refrén       | 무궁화 삼천리 화려강산 대한 사람, 대한으로 길이 보전하세.           | Mugunghwa samčcholli hwarjogangsan tehan saram, tehanuro kiri podžonhase             | Ibišky, tři tisíce li nádherné krajiny (dosl. „řek a hor“); Lidé Veliké Koreje, o Velikou Koreu navždy usilujte! |
| čtvrtá sloka | 이 기상과 이 맘으로 충성을 다하여 괴로우나 즐거우나 나라 사랑하세.  | I kisanggwa i mamuro čchungsongul tahajo. Kwerouna čulgouna nara saranghase          | S tímto duchem, s touto myslí věrně vytrvejme v bolesti i v utrpení v lásce k naší zemi.                         |
| refrén       | 무궁화 삼천리 화려강산 대한 사람, 대한으로 길이 보전하세.           | Mugunghwa samčcholli hwarjogangsan tehan saram, tehanuro kiri podžonhase             | Ibišky, tři tisíce li nádherné krajiny (dosl. „řek a hor“); Lidé Veliké Koreje, o Velikou Koreu navždy usilujte! |

Existují dvě verze: krátká a dlouhá. Krátká sestává z první sloky a refrénu, dlouhá pak ze všech čtyř slok a jim následujících refrénů.
Text korejské hymny pracuje s tradiční korejskou patriotickou symbolikou.
Hora Pektusan, nacházející se na hranici dnešních KLDR a Čínské lidové republiky, je jedním z nejdůležitějších symbolů Koreje. Podle tradice zde sestoupil s nebes Tangun, mytický zakladatel korejského národa.
Ibišek syrský (Hibiscus syriacus, korejsky mugunghwa, doslova „věčný květ“), zmíněný v refrénu, je národní květinou Jižní Koreje.
Li (里) je staročínská jednotka délky, mající přibližně 392,72 m). Tři tisíce li je tedy asi 1200 km, tradiční odhad délky Korejského poloostrova a rovněž tradiční metonymické označení pro Koreu.
Výraz Tehan (hanča 大韓, dosl. „Veliký Han“) se skládá z čínského znaku 大 „veliký“ a 韓 „Han“, což je endonymum pro Koreu. Jde o formální název Koreje po vyhlášení císařství císařem Kodžongem v roce 1897. Znak "veliký" vyjadřuje císařskou hodnost panovníka (a tedy rovnocenný politický statut s Čínou a Japonskem).
Namsan je návrší v Soulu.